# London Borough of Islington
London Borough of Islington (lyssna (fil)) är en kommun (borough) i Storlondon. Den räknas till Inre London. I Islington finns det kända huvudstråket Upper Street med sina många barer, restauranger och klädaffärer. Fotbollsklubben Arsenal FC hör hemma i Islington. Den har cirka 220 000 invånare (2022).
Tack vare sin närhet till the City of London så kom Islington att bli ett fashionabelt område under 1800-talet med stora välbyggda hus. Denna utveckling höll i sig fram till mitten av 1900-talet då området till stor del läts förfalla och namnet Islington kom att förknippas med urban fattigdom. 
Under 1960-talet återupptäcktes området av medelklassfamiljer och en så kallad gentrifiering ägde rum. Närheten till centrala London har gjort området attraktivt.
Tunnelbanestationer i kommunen är Angel, Archway, Arsenal, Caledonian Road, Farringdon, Finsbury Park, Highbury & Islington, Holloway Road, Old Street och Tufnell Park. I Islington finns det viss lätt industri samt ett universitet.

## Externa länkar

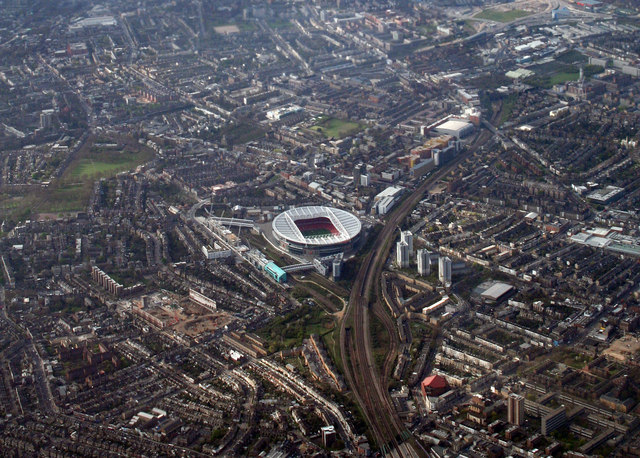
Emirates Stadium syns tydligt på detta flygfoto över Islington.

## Distrikt
Distrikt som helt eller delvis ligger i Islington.
- Angel
- Archway
- Barnsbury
- Canonbury
- Clerkenwell
- Farringdon
- Finsbury
- Finsbury Park
- Highbury
- Highgate
- Holloway
- Islington
- Kings Cross
- Nag's Head
- Newington Green
- Pentonville
- St Luke's
- Tufnell Park